# Alt-Bessungen
Alt-Bessungen bezeichnet einen Statistischen Bezirk in Darmstadt-Bessungen.

## Infrastruktur und Sehenswürdigkeiten
- Altenheim Prinz-Emil-Garten
- Bessunger Kirche
- Herderschule
- Jazzinstitut Darmstadt
- Prinz-Emil-Garten
- Prinz-Emil-Schlösschen